# Setogalumna excellens
Setogalumna excellens är en kvalsterart som beskrevs av P. Balogh 1985. Setogalumna excellens ingår i släktet Setogalumna och familjen Galumnidae. Inga underarter finns listade i Catalogue of Life.